# Гра від першої особи
Гра від першої особи, або FPP (від англ. first-person perspective) — спосіб представлення світу  у відеоіграх, коли перша особа посилається на графічну перспективу, зображену з точки зору персонажа гравця. У багатьох випадках це може бути точкою зору з кабіни автомобіля. Перспективу від першої особи використовували багато різних жанрів, починаючи від пригодницьких ігор до імітаторів польотів. Найвідоміший жанр для використання цього графічного способу — шутер від першої особи, де графічна перспектива істотно впливає на ігровий процес.

## Ігрова механіка

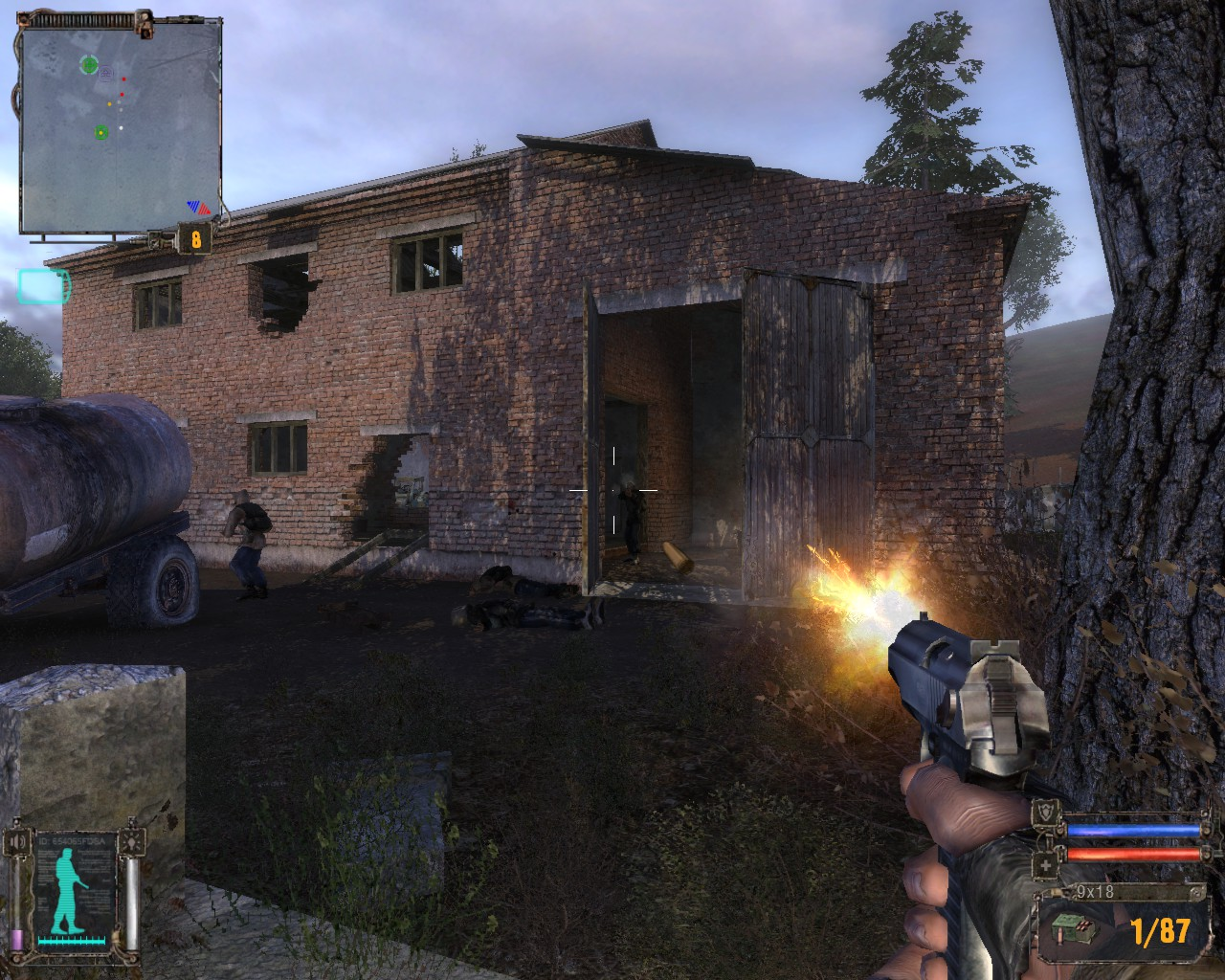
Скриншот української гри S.T.A.L.K.E.R.: Тінь Чорнобиля з ігровим процесом від першої особи.

Ігри із перспективою від першої особи зазвичай базуються на основі головного персонажа, тобто така гра передбачає, що гравці будуть дивитися на світ очима власного персонажа. Таким чином, гравці, як правило, не можуть бачити тіло свого персонажа, хоча вони можуть побачити його зброю чи руки. Ця точка зору також часто використовується для представлення перспективи водія в межах транспортного засобу, наприклад у гоночних та авіасимуляторах; І звичайно використовується позиційне аудіо, в якому гучність звуків навколишнього середовища змінюється в залежності від їх положення (відстані) щодо персонажа гравця.
Ігри з точки зору від першої особи не вимагають складної анімації для персонажа гравця, а також не потребують втілення схеми ручного та автоматизованого керування камерою, як це відбувається з іграми з точкою зору від третьої особи. Перспектива від першої особи дозволяє полегшити націлювання, оскільки відсутнє зображення персонажа, що може блокувати гравцю видимість. Проте відсутність видимості персонажа може ускладнити керування в часі та відстані, необхідних для стрибків між платформами, і може призвести до морської хвороби у деяких гравців.
Гравці очікують, що ігри від першої особи точно масштабують об'єкти до потрібних розмірів. Проте ключові об'єкти, такі як знищені предмети або важелі, можуть бути перебільшені, щоб покращити їх видимість.

## Історія

### Витоки
Хоча в багатьох іграх використовувались сайд-скролер або перспектива згори-донизу (анг. тop-down perspective), впродовж 70-80-их років, кілька ранніх ігор намагалися відобразити ігровий світ з точки зору гравця.
У той час як ігри Light gun shooter(укр. Стрільба по цілям) часто мають перспективу від першої особи, вони відрізняються від власне Шутера від першої особи, тому що використовують звичайні пристрої введення для руху. Точно не відомо, коли була створена найперша така відеогра як шутер від першої особи. Є два претенденти: Spasim та Maze War. Така неточність, в першу чергу, обумовлена відсутністю будь-яких точних дат розробки Maze War — навіть її розробник точно не пам'ятає. Натомість розробка Spasim задокументована набагато краще і дати є більш певними. Початковий розвиток Maze War, ймовірно, відбувся влітку 1973 року. Один гравець пройшов шлях через простий лабіринт коридорів створених з використанням фіксованої перспективи. Можливості мультиплеєрів, коли гравці намагаються стріляти один в одного, були, ймовірно, додані пізніше в 1973 році (дві машини, пов'язані через послідовний зв'язок) і влітку 1974 року (повністю мережеві).
Оригінальна Spasim була розроблена навесні 1974 року. Гравці пересувалися каркасним 3D-всесвітом, використовуючи ігровий процес, який нагадував 2D-гру Empire ire. Графічно, Spasim не вистачало навіть прихованого видалення лінії, але використовувала багатокористувацьку онлайн-трансляцію по всій університетський мережі PLATO. Дебют Spasim відбувся у 1974 році в Іллінойському Університеті. Гра представляла рудиментальний авіасимулятор космічного польоту, який мав перспективу від першої особи. Гра Futurewar (1978 рік), від студентів вищої школи Еріка К. Вітца та Ніка Боланда, також була заснована на мережі PLATO. Іноді стверджують, що це і є перший справжній FPS (шутер від першої особи). Гра включала векторне зображення пістолета та інших озброєнь, які вказували на монстрів. Встановлений в A.D. 2020, Futurewar передбачав Doom, незважаючи на те, що перехід Castle Wolfenstein до футуристичної теми –загальний PLATO-генезис є випадковим. Ще одним помітним PLATO FPS, який побачив світ у 1975 році, була танкова гра Panther (загальновизнана як попередниця Battlezone).

### Поява ігор від першої особи
У 1975 році компанія Sega випустила ранню кооперативну light gun shooter відеогру Balloon Gun та Bullet Mark, де стрілецька зброя використовується для ураження різноманітних рухомих об'єктів, що відображаються на моніторі, з різними очками зароблено/втрачено / та є ціль/ціль відсутня. Того ж року Taito випустив Interceptor — ранній бойовий авіасимулятор, який передбачав керування реактивним винищувачем рухом перехрестя, щоб націлювати і стріляти по ворожих літаках, які рухаються у двох формаціях і масштабуються в двох з половиною вимірних розмірах, залежно від їх відстані до гравця. У 1976 році Комп'ютерні гонки від Sega розширили жанр відеоігор для гоночних автомобілів тривимірностю з точки зору першої особи. У ній продемонстрована мінлива S-подібна дорога з двома машинами в ролі перешкод, які рухаються вздовж проїзної лінії так, щоб гравцеві доводилося уникати аварій під час перегонів на час.
У 1979 році побачили світ дві космічні бойові гри від першої особи: аркадна гра Exidy Star Fire і  Star Raiders, від розробника відеоігор Дага Н'юбауєра (Doug Neubauer), для 8-розрядної сім'ї Atari. Слідом за серією Star Raiders була створена серія подібних ігор, яка включала: Starmaster для Atari 2600, Space Spartans для Intellivision та  Shadow Hawk One для Apple II; які подалі вплинули на основні ігри від першої особи 1990-х років, такі як: Wing Commander і X-Wing. Аркадна гра 1983 року  Star Wars, від розробника Atari Inc., повністю покладалась на елемент дії, а не на тактики, проте запропонувала 3D кольорові векторні відтінки для TIE Fighters і поверхні Зірки Смерті.
Інші шутери від першого особи початку 1980-х включають: Space Seeker від Taito — 1981 рік; Horizon V для Apple II того ж року; Star Imagic's Voyager для Atari 2600 1982 року; стереоскопічна аркадна гра SubRock- 3D, 1982 року; Encounter від Novagen 1983 року, а також Skyfox EA для Apple II 1984 року.
Авіасимулятори від першої особи утверджуються в 1980-х і включають серію ігор від subLOGIC, яка пізніше назветься Microsoft Flight Simulator. MicroProse зайнили нішу з першими авіаційними бойовими іграми від першої особи: Hellcat Ace (1982), Spitfire Ace (1982), і F-15 Strike Eagle (1985).
Серед навали штучних-3D ігор-лабіринтів від першої особи, (де гравець був замкнений в одній з чотирьох орієнтацій), таких як Spectre, 3D Monster Maze, Phantom Slayer і Dungeons of Daggorath — у 1982 році програміст Паолут Едельштейн (Paulout Edelstein) створює Wayout, яка виходить за підтримки Sirius Software. Ця гра не була шутером і мала гладкий, довільний рух, який привів до того, що згодом буде позначатися рушієм ray casting, надаючи їй візуальну текучість, яка спостерігається в майбутніх іграх MIDI Maze і Wolfenstein 3D. У 1983 році вона отримала продовження у грі Capture the Flag, з функцією розділеного екрану, дозволяючи грати одночасно двом гравцям; і передбачила загальний режим геймплея для 3D-ігор 90-х років.
Досягнення Atari ST й Amiga в 1985 році, а також досягнення Apple IIGS, через рік — збільшили обчислювальні потужності та графічні можливості на пристроях рівня споживача, що призвело до появи нової хвилі інновацій. 1987 рік — випуск MIDI Maze, важлива перехідна гра для цього жанру. На відміну від сучасників, MIDI-Maze використовував метод «кидання променів» (анг. raycasting), щоб швидко промальовувати квадратні коридори. Він також запропонував мережевий мультиплеєр Deathmatch (зв'язок через MIDI-порти комп'ютера). Jet від Sub-Logic стає головною грою для нових платформ, як і Starglider і танковий симулятор Arcticfox.
Гра 1988 року Golgo 13: The Top Secret Episode мала рівні шутера від першої особи і включала снайперську гвинтівку для відстрілу ворожого агента на великий відстані, використовуючи нестаціонарний снайперській приціл. Крім того, у 1988 році гра Star Cruiser від Arsys Software, як ранній шутер від першої особи, використовував 3D-полігони для відтворення фонів, об'єктів та персонажів на багато років раніше, перш ніж 3D-полігони стали поширюватися в іграх. Цей ранній шутер вийшов для комп'ютера NEC PC-8801 в 1988 році і був пізніше перенесений на консоль Sega Mega Drive у 1990 році.
Наприкінці 1980-х років, інтерес до 3D-ігор гоночних симуляторів від першої особи, викликав появу таких ігор як: Test Drive (1987) та Vette! (1989). Аркадна гра Hard Drivin 1989 року від Atari Games була особливо впливовою через комп'ютерну графіку та математичну модель того, як частини автомобіля працюють разом, подають сигнал зворотного зв'язку і миттєво відтворюються після аварій. У наступні роки з'явилися два наступника Hard-Drivin, MS-DOS-ігри, кожна з яких включала редактор доріг: Stunt Driver від Spectrum Holobyte (1990) і Stunts від Broderbund (1991).

### 1990-ті роки

Аркадна відеогра від першої особи Gun Buster від «Taito» (1992 рік).

В 1990 році SNK випустила beat 'em up гру від першої особи, hack & slash під назвою Crossed Swords, і  fighting & shooting гру Super Spy. На початку 1991 року Data East випустив Silent Debuggers для TurboGrafx-16. Ця гра має мінімальну здатність перегляду верх і вниз. Це також дозволило гравцям цілитися з пістолета під час ураження ворогів. Наприкінці 1991 року молодий Id Software випустив Catacomb 3D, в якому застосовано ідею показу рук гравця на екрані, що посилило ілюзію того, що гравець переглядає світ через очі персонажа.
Гра від Taito, Gun Buster, була аркадним інноваційним шутером від першої особи, яка побачив світ у  1992 році. Це означало, що її ігровий процес йшов в ногу з унікальною схемою керування, в якій гравець рухається за допомогою восьмипозиційного джойстика і вільно (Free look) цілиться через встановлену, позиційну зброю. Вона також була унікальна через можливість геймплею проходження кооперативних місій двом гравцям одночасно, і демонстрації раннього режиму deathmatch (де двоє гравців можуть змагатися один з одним, або до чотирьох гравців одночасно можуть змагатися в команді deathmatch — яка складається з двох команд по два гравця, що змагаються команда на команду.
У 1992 році, гра Ultima Underworld, була однією з перших, що представляла середовище з відображенням текстур, полігональних об'єктів та базового освітлення. Згодом рушій був покращений для використання в грі System Shock. Пізніше, в 1992 році id поліпшив технологію, використовувану в Catacomb 3D, додавши підтримку графіки VGA у Wolfenstein 3D. Завдяки цим удосконаленням над попередниками, Wolfenstein 3D був хітом. В наступні роки подібний підхід широко імітується, і, таким чином, знаменує початок багатьох правил у жанрі, включаючи збір різних видів зброї, які можна перемикати використовуючи цифрові клавіші клавіатури та збереження боєприпасів. 1996 рік –  випуск The Elder Scrolls II: Daggerfall для MS-DOS від Bethesda Softworks з подібними графічними і полігональними структурами, як приклад  для інших ігор того часу і впровадження елементу гри від першої особи, включеного в попередника The Elder Scrolls: Arena у 1994 році.
У 1994 році Exact випустив комп'ютерну гру Geograph Seal  для платформ Sharp X68000. Це був повністю 3D-полігональний шутер від першої особи, відомий своєю унікальною сумішшю вільної стрільби та ігрової механіки. В наступному році Exact випустив свого наступника для консолі PlayStation, гру Jumping Flash !, яка була подібною, але більше як платформер, а не шутер.
У грудні 1994 року, від студії Software, виходить гра King's Field для Sony PlayStation, яка передусім передує всім іншим іграм від першої особи з повним полігоном, свободою пересування та дією в реальному часі. Вона містить елементи RPG та комбінацію бойових ігор із ближнім боєм та боєм на відстані.
У 1995 році гра Descent використовувала повністю 3D-полігональний графічний двигунець для відтворення противників, відштовхуючись від спрайтів більшості попередніх ігор у жанрі FPS. Вона також уникала «чистих вертикальних стін», як графічних обмежень попередніх ігор у жанрі та дозволяла гравцю 6-ть ступенів свободи пересування (вгору / вниз, вліво / вправо, вперед / назад, крен, тангаж і нишпорення).